# Consiglio regionale (Francia)
In Francia, il consiglio regionale (conseil régional) è l'assemblea elettiva di una regione (région).

## Storia e funzioni

### Origini
L'attuale assetto amministrativo regionale della Francia risale al 1956, ma il fallimento di un referendum, nel 1969, che prevedeva l'istituzione di regioni dotate di ampi poteri politici, indusse il governo dell'epoca ad impegnarsi in un processo di regionalizzazione più moderato.
I consigli regionali sono stati, così, istituiti dalla legge del 5 luglio 1972, che prevedeva che fossero composti da tutti i parlamentari eletti nella regione e, in pari numero, da rappresentanti eletti dai consigli generali (gli organi deliberativi dei dipartimenti e dalle principali municipalità.
Essi avevano una limitata competenza in materia finanziaria e fiscale, ma spettava al prefetto di regione, rappresentante dello Stato, eseguire le deliberazioni del consiglio.
Il consiglio regionale è coadiuvato dal consiglio economico e sociale, organo di consultazione in materia finanziaria, industriale e sindacale.

### La "seconda regionalizzazione"
Nel 1982/'83, lo Stato attua un rilevante programma di decentramento, attribuendo al consiglio regionale, fra le altre cose, importanti competenze in materia di licei e formazione professionale e conferendo, altresì, l'esercizio del potere esecutivo allo stesso presidente del consiglio regionale, eletto dall'assemblea.

### La "costituzionalizzazione"
Nel 1986 alla regione viene riconosciuta personalità giuridica di diritto pubblico ed è ufficialmente inserita fra le collettività territoriali (in Italia: enti locali) della Repubblica, novità poi recepita dalla stessa Costituzione.
Dallo stesso anno, il consiglio regionale è eletto a suffragio universale e diretto ogni sei anni, ma qualora non sia in grado di funzionare può essere sciolto dal governo nazionale con decreto adottato in Consiglio dei ministri.

### La commissione permanente
Il consiglio regionale è assistito da una commissione permanente, composta dal presidente e dai vicepresidenti, alla quale può demandare gran parte dei propri poteri, esclusa l'approvazione del bilancio e del consuntivo.

### Sistema elettorale
Il meccanismo di elezione dei Consigli regionali è ispirato a quello delle città. Il sistema elettorale prevede l'assegnazione in blocco di un quarto dei seggi del Consiglio regionale alla lista classificatasi in testa al primo o all'eventuale secondo turno di votazioni, cui accedono le liste che abbiano conseguito un decimo dei suffragi. Sulla base dell'ultimo turno celebratosi, gli altri tre quarti degli scranni sono divisi proporzionalmente con metodo D'Hondt fra tutte le liste che abbiano conseguito almeno un ventesimo dei suffragi. I candidati si presentano su base provinciale.
La Mayotte non celebra elezioni regionali ma solo provinciali.

## Politici francesi a capo dei consigli regionali
- L'ex presidente della Repubblica Valéry Giscard d'Estaing è stato presidente del consiglio regionale dell'Alvernia dal 1986 al 2004.
- L'ex presidente del consiglio regionale del Poitou-Charentes Jean-Pierre Raffarin è stato Primo ministro dal 2002 al 2005, mentre l'attuale presidente Ségolène Royal è stata la candidata del Partito socialista alla carica di presidente della Repubblica nelle elezioni del 22 aprile e 6 maggio 2007.

## Consigli regionali
L'elenco dei consigli regionali in funzione dal 1º gennaio 2016 è il seguente:
1. Consiglio regionale dell'Alvernia-Rodano-Alpi (ha sostituito i consigli regionali di Alvernia e Rodano-Alpi)
2. Consiglio regionale della Borgogna-Franca Contea (ha sostituito i consigli regionali di Borgogna e Franca Contea)
3. Consiglio regionale della Bretagna
4. Consiglio regionale del Centro-Valle della Loira
5. Consiglio regionale del Grande Est (ha sostituito i consigli regionali di Alsazia, Champagne-Ardenne e Lorena)
6. Consiglio regionale della Guadalupa[1]
7. Consiglio regionale dell'Alta Francia
8. Consiglio regionale dell'Île-de-France
9. Consiglio regionale della Normandia (ha sostituito i consigli regionali di Alta Normandia e Bassa Normandia)
10. Consiglio regionale della Nuova Aquitania (ha sostituito i consigli regionali di Aquitania, Limosino e Poitou-Charentes)
11. Consiglio regionale dell'Occitania (ha sostituito i consigli regionali di Linguadoca-Rossiglione e Midi-Pirenei)
12. Consiglio regionale dei Paesi della Loira
13. Consiglio regionale della Provenza-Alpi-Costa Azzurra
14. Consiglio regionale di La Riunione[1]

Assemblee assimilate alle precedenti (collettività territoriali uniche):
1. Corsica: Assemblea della Corsica
2. Guyana francese:[1] Assemblea della Guyana francese (dal 1º gennaio 2016 ha sostituito il Consiglio regionale della Guyana francese)
3. Martinica:[1] Assemblea della Martinica (dal 1º gennaio 2016 ha sostituito il Consiglio regionale della Martinica)
4. Mayotte:[1] Consiglio dipartimentale di Mayotte.